# هوگو (کلرادو)
هوگو (به انگلیسی: Hugo) شهری در ایالت کلرادو کشور ایالات متحده آمریکا است که جمعیت آن در سرشماری سال ۲۰۱۰ میلادی، ۷۳۰ نفر بوده است.